# Barylypa leviensis
Barylypa leviensis är en stekelart som beskrevs av Dasch 1984. Barylypa leviensis ingår i släktet Barylypa och familjen brokparasitsteklar. Inga underarter finns listade.